# Anna Samochina
Anna Samochina (z domu Podgorna) ros.: Анна Владленовна Самохина (ur. 14 stycznia 1963 w Gurjewsku, zm. 8 lutego 2010 w Pargołowie) - radziecka i rosyjska aktorka teatralna i filmowa, prezenterka telewizyjna, piosenkarka.